# Horní Hanychov (zastávka tramvaje)

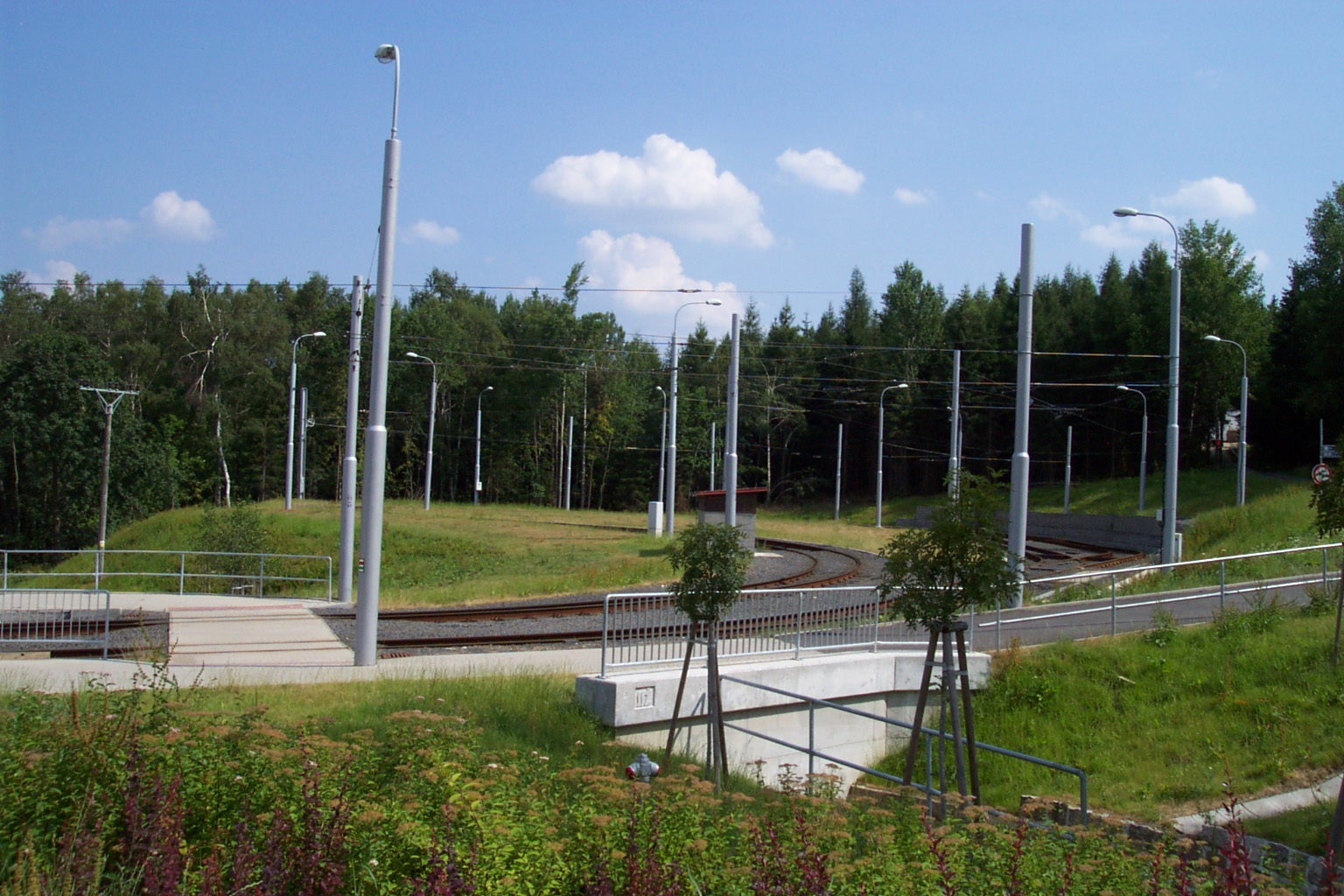
Tramvajová smyčka na zastávce

Horní Hanychov je konečná tramvajová zastávka v liberecké čtvrti Horní Hanychov. Leží se na tramvajové trati Lidové sady – Horní Hanychov, jezdí sem linka č. 3. Je nejvýše položenou tramvajovou zastávkou v ČR.

## Historie
Jako stanice slouží od roku 1912. Tramvajová smyčka, která je zde dodnes, byla vybudována v roce 1957 jako druhá v Liberci.
Roku 1998 byl v úseku Kubelíkova – Horní Hanychov na 7 let pozastaven provoz z důvodu rekonstrukce trati. 1. srpna 2005 se začala opět používat a slouží tak dodnes.
V roce 1933 po zprovoznění lanovky na Ještěd , při rekonstrukci na začátku 21. století či následně při přípravách mistrovství světa v klasickém lyžování 2009 bylo uvažováno prodloužení tramvajové trati až k dolní stanici lanovky Liberec-Horní Hanychov. Nově vybudovaná smyčka je svou polohou na případné prodloužení uzpůsobena, v současné době je však prioritní výstavba tramvajové trati do Rochlice.

## Návazná doprava
Ve vzdálenosti asi deset minut pěší chůze se nachází dolní stanice kabinové lanové dráhy na Ještěd, v podobné vzdálenosti jsou i dvě sedačkové lanovky.